# Arjip Ósipov
Arjip Ósipovich Ósipov (en ruso: Архи́п О́сипович О́сипов, 1802-1840) fue un soldado del regimiento Tenguinski del Ejército Imperial Ruso, héroe de la defensa de la línea litoral del Mar Negro.

## Biografía
Provenía de una familia campesina sierva del terrateniente conde Stratonski de Kamenka en la gubernia de Kiev. El 21 de diciembre de 1820 fue aceptado como recluta y el 5 de abril de 1821 es admitido en el regimiento de infantería de Crimea. El segundo año de servicio Arjip huyó, por lo que fue castigado por el tribunal a recibir 1 000 baquetazos. En sus servicios ulteriores en la Guerra ruso-persa (1826-1828) y en la Guerra ruso-turca (1828-1829) recibió varias medallas de plata. En el conflicto ruso-persa destacó en la toma de Sardar-Abad y en el ruso-turco destacó en el asalto de Kars. Al acabar la guerra el regimiento fue trasladado al Kubán, al servicio de vigilancia de la línea defensiva costera del mar Negro, en 1834. Participó en varias escaramuzas contra los circasianos. Se establece en la compañía de mosqueteros del regimiento Tenguinski en el reducto Mijáilovski. 
Durante un ataque circasiano que estaba por aniquilar a la defensa rusa el 22 de marzo de 1840, explosionó el sótano que hacía las veces de polvorín causado la muerte de hasta 3 000 circasianos.

## Homenaje
Posteriormente se erigiría junto a las ruinas del reducto la localidad de Arjipo-Ósipovka, nombrada en su honor. 
El zar Nicolás I, queriendo inmortalizar la gesta, ordenó que se conservara su nombre en las listas del regimiento de modo que cada vez que se apsara lista, el soldado a continuación contestará "Ha muerto para gloria del ejército ruso en el reducto Mijáilovski". En el emplazamiento del fuerte se halla una cruz conmemorativa, colocada en 1876 a instancias del comandante en jefe gran duque Miguel Nikoláyevich de Rusia, que ordenó que se hiciera de un tamaño tal que fuera posible ser observada desde los barcos que pasaran por la orilla. En Vladikavkaz se erigiría un monumento a Ósipov a instancias del general Fiódor Heiden.